# La svastica sul sole
La svastica sul sole (The Man in the High Castle), ripubblicato anche come L'uomo nell'alto castello, è un romanzo ucronico di Philip K. Dick pubblicato nel 1962 e vincitore del Premio Hugo come miglior romanzo nel 1963.
In esso viene rappresentato un universo alternativo dominato principalmente dalla Germania nazista e dall'Impero giapponese a seguito di un'ipotetica vittoria dell'Asse nella seconda guerra mondiale, che rovescia quindi l'esito reale degli avvenimenti storici.

## Ambientazione
Il punto di divergenza della storia alternativa del romanzo dalla realtà ruota attorno alla figura del Presidente degli Stati Uniti Franklin Delano Roosevelt: infatti egli, diversamente da quanto effettivamente accaduto, è stato assassinato nel 1933 da Giuseppe Zangara, generando in questo modo la prosecuzione della Grande depressione e l'isolazionismo degli Stati Uniti allo scoppio della seconda guerra mondiale. Adolf Hitler ha condotto la Germania nazista alla conquista di gran parte dell'Europa e dell'Unione Sovietica, sterminando ebrei, rom, slavi e altre minoranze; al contempo, l'Impero giapponese ha occupato l'Asia orientale e l'Oceania. In seguito i nazisti, con l'aiuto delle altre potenze dell'Asse, hanno soggiogato quasi tutta l'Africa. Mentre il Giappone ha invaso la costa occidentale degli Stati Uniti, la Germania ha occupato quella orientale. La guerra si conclude nel 1947 con la resa incondizionata degli Stati Uniti e degli Alleati dinnanzi alle forze dell'Asse.
     Stati Americani del Pacifico
     Stati delle Montagne Rocciose
     Stati Uniti d'America
     Il "Sud"

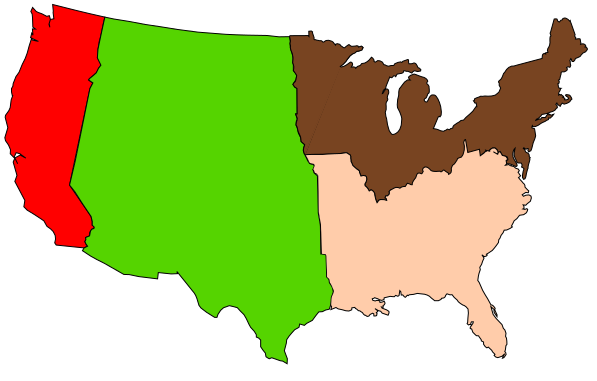
Ripartizione degli Stati Uniti così come descritta ne La svastica sul sole
Stati Americani del Pacifico
Stati delle Montagne Rocciose
Stati Uniti d'America
Il "Sud"

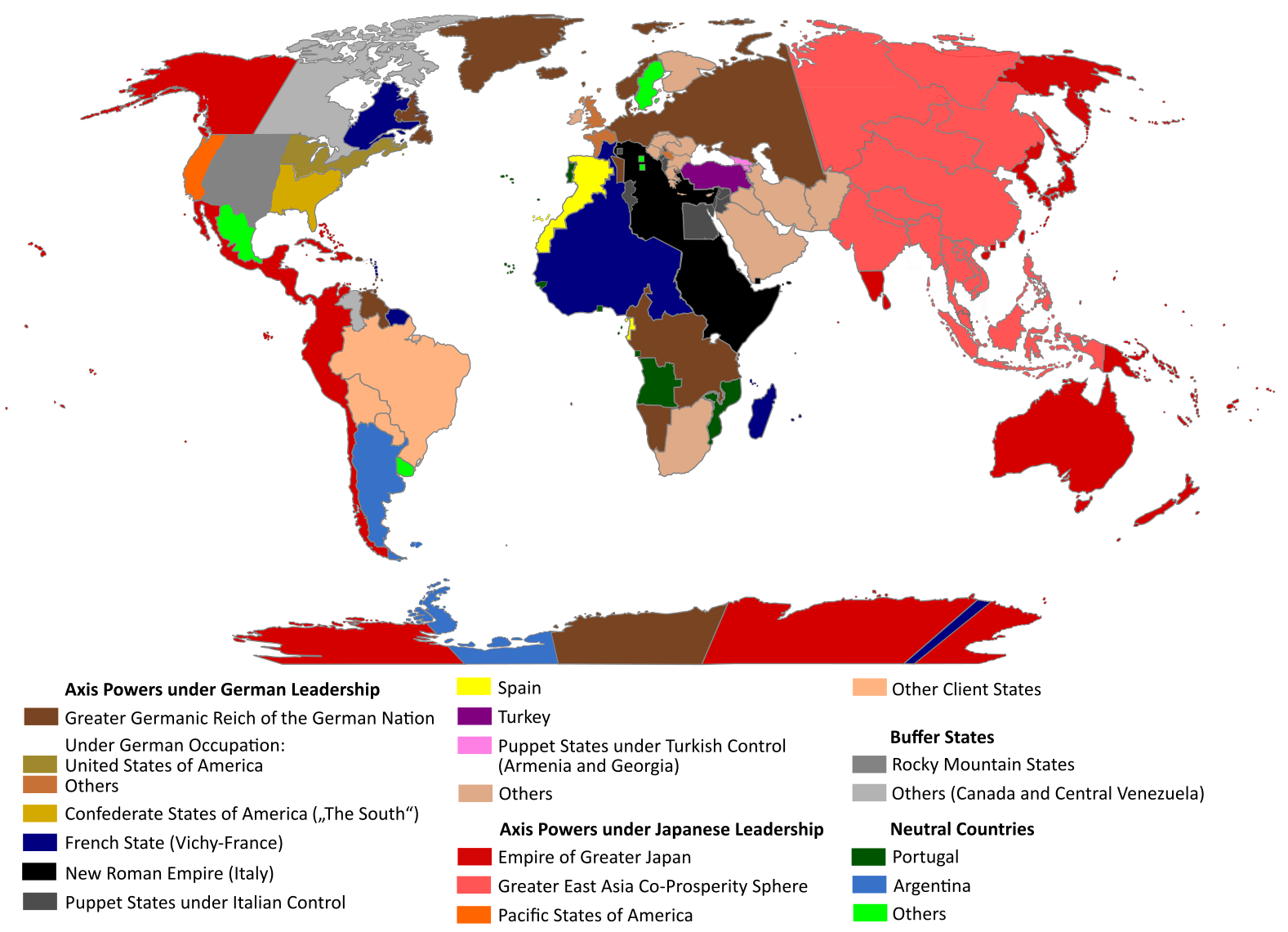
L'assetto politico mondiale in La svastica sul sole

Dopo la fine del conflitto mondiale, le due superpotenze vincitrici, ossia Giappone e Germania, si accordano per suddividere gli Stati Uniti in 3 parti, ricalcando il reale destino della Germania post-1945: a ovest i giapponesi amministrano gli Stati Americani del Pacifico, a est i tedeschi mantengono formalmente il nome di Stati Uniti d'America, imponendo la dittatura nazista e costituendo nella parte meridionale uno stato fantoccio razzista noto semplicemente come il "Sud"; invece al centro vengono creati gli Stati delle Montagne Rocciose, che fungono da cuscinetto neutrale tra le due zone occupate. Per ragioni non meglio precisate, il Canada resta indipendente, sebbene facesse parte degli Alleati, mentre l'Italia fascista, a causa della sua scarsa condotta nella guerra, si trova in posizione subordinata rispetto al Reich tedesco e ha ottenuto soltanto magri compensi in Europa e un piccolo impero coloniale nel Medio Oriente.
Hitler, sebbene ancora vivo, è stato estromesso poiché è affetto da sifilide; Martin Bormann è diventato Cancelliere del Reich, ma Goebbels, Heydrich, Göring, Seyss-Inquart, promotore di una semi-fallita campagna di genocidio dei popoli africani, e altri gerarchi nazisti ambiscono di nascosto a prenderne il posto. Nel frattempo, grazie ai loro progressi tecnologici, i tedeschi hanno prosciugato completamente il Mar Mediterraneo, così come realmente ipotizzato nel progetto Atlantropa, hanno sviluppato e impiegato la bomba all'idrogeno, hanno progettato razzi ultraveloci per i viaggi intercontinentali e si sono lanciati nella corsa allo spazio, colonizzando la Luna, Venere e Marte.

## Trama
Nel 1962, quindici anni dopo la vittoria dell'Asse nella seconda guerra mondiale, Robert Childan, proprietario di un negozio di antiquariato a San Francisco, negli Stati Americani del Pacifico, frequentato da giapponesi facoltosi e attratti dai manufatti della cultura americana, viene contattato da Nobusuke Tagomi. Tagomi è un funzionario giapponese di alto rango che sta cercando un regalo per impressionare un suo ospite, l'industriale svedese di nome Baynes; dopo aver valutato diverse proposte, Tagomi sceglie come dono un raro orologio di Topolino. Il negozio di Childan ha tra i suoi fornitori la Wyndam-Matson Corporation; Frank Frink, uno degli impiegati di quest'ultima nonché veterano di guerra di origini ebree, è stato appena licenziato e si mette in affari con Ed McCarthy, un suo ex collega, fondando una piccola azienda di gioielleria artigianale. Nel frattempo Juliana, l'ex moglie di Frink, lavora come istruttrice di judo a Cañon City, negli Stati delle Montagne Rocciose, dove inizia una relazione con Joe Cinnadella, camionista italiano ed ex combattente fascista. Nel corso della storia diversi di questi personaggi assumono decisioni importanti affidandosi ai messaggi profetici scritti nel libro cinese dell'I Ching. Inoltre alcuni di essi si dilettano nella lettura di La cavalletta non si alzerà più, un romanzo estremamente popolare e intrigante, bandito dal regime nazista, in cui viene narrato un mondo in cui gli Alleati hanno vinto la seconda guerra mondiale; in questo ulteriore scenario alternativo, il dopoguerra è caratterizzato da una sorta di guerra fredda tra Stati Uniti e Impero Britannico.
Frink, sotto falsa identità, rivela a Childan che la Wyndam-Matson Corporation gli ha venduto degli oggetti contraffatti, costringendo così il suo ex datore di lavoro a finanziare la sua nuova attività. Tagomi e Baynes si incontrano, ma quest'ultimo rimanda a più riprese la discussione degli affari, poiché sta aspettando l'arrivo di Shinjiro Yatabe, un uomo giapponese. Intanto il mondo intero viene scosso improvvisamente dalla notizia della morte del Cancelliere del Reich, Martin Bormann; al suo posto viene eletto Joseph Goebbels. Childan ottiene in conto vendita alcuni dei gioielli di Frink e decide di regalarne uno ai signori Kasoura per ingraziarseli. Joe, mentre viaggia con Juliana a Denver, le propone insistentemente di dirigersi a Cheyenne per andare ad incontrare Hawthorne Abendsen, il misterioso autore de La cavalletta non si alzerà più, che si dice viva in un castello fortificato.
Baynes e Tagomi riescono a incontrare Yatabe proprio mentre la Sicherheitsdienst (SD), la polizia segreta nazista, sta per arrestare Baynes. Infatti quest'ultimo si rivela essere un disertore di nome Rudolf Wegener recatosi a San Francisco per avvertire Yatabe, che in realtà si chiama Tedeki ed è un rinomato generale, che i nazisti stanno lanciando con il consenso di Goebbels l'operazione Dente di Leone, al fine di attaccare di sorpresa il popolo giapponese, eliminandolo definitivamente. Mentre Frink viene arrestato e scoperto essere ebreo, Wegener e Tagomi vengono attaccati da due agenti della SD, ma Tagomi li uccide entrambi con una vecchia pistola acquistata nel negozio di Childan. Intanto Joe cambia completamente atteggiamento nei confronti di Juliana, smascherando infine davanti a lei all'interno di un albergo la sua vera identità di assassino nazista svizzero, recatosi appositamente negli Stati delle Montagne Rocciose per uccidere Abendsen. Juliana lo ferisce mortalmente alla gola con una lametta, dopodiché parte per Cheyenne per avvertire Abendsen della minaccia alla sua vita.
Wegener, dopo essere rientrato con un volo aereo in Germania, scopre che Reinhard Heydrich, contrario all'operazione Dente di Leone, sta organizzando una rivolta ai danni di Goebbels per spodestarlo come Cancelliere. Tagomi, profondamente sconvolto per aver ucciso gli agenti della SD, va da Childan con l'intenzione di ridargli la pistola, ma viene invece attratto dai gioielli prodotti da Frink, decidendo di acquistarne uno, con cui intraprenderà una breve esperienza spirituale girovagando per San Francisco; una volta rientrato nel suo ufficio, nel momento in cui gli vengono mostrate le carte con la richiesta di estradizione di Frink, le annulla firmandone la liberazione, sebbene non lo conosca affatto. 
Juliana riesce ad arrivare a Cheyenne, dove scopre che Abendsen vive in una normale abitazione con sua moglie; egli le racconta di aver abbandonato il suo castello poiché non era più in grado di abitarci serenamente e di non preoccuparsi più di eventuali assalti di sicari. Dopo aver evitato a lungo le insistenti domande di Juliana circa la fonte di ispirazione del suo romanzo, alla fine Abendsen le confessa che si è servito dell'I Ching per la stesura de La cavalletta non si alzerà più. Prima di andarsene, Juliana interroga a sua volta l'I Ching, deducendo da esso che è stata la Verità a scrivere il romanzo, in modo da rivelare la Verità Interiore che il Giappone e la Germania hanno davvero perso la guerra.

## Personaggi
- Nobosuke Tagomi: è un importante funzionario giapponese presso la Missione Commerciale Nipponica di San Francisco. Viene incaricato dal Governo Imperiale delle Isole Patrie di incontrare il signor Baynes per un'importante fornitura di stampi a iniezione che dovrebbe, secondo le previsioni, far riguadagnare terreno sulla corsa ai viaggi interplanetari con il Terzo Reich. La scoperta della vera identità di Baynes coinvolgerà il mite Tagomi in un ardito complotto tedesco contro il Giappone.

- Frank Frink: è un orafo ebreo originario di New York, rifugiatosi negli Stati Americani del Pacifico, sotto il controllo giapponese, per sfuggire alle brutali persecuzioni anti-semite che si verificano sulla costa orientale sotto il controllo nazista. In origine il suo cognome era Fink, ma lo cambiò in Frink nel tentativo di eludere i controlli nazisti. Dipendente della Wyndham-Matson, azienda impegnata nella produzione di falsi reperti storici successivamente venduti a mercanti del settore, tra cui Childan, verrà in seguito licenziato e insieme a Ed McCarthy, un ex-collega della Wyndham-Matson, avvierà una propria attività, la Edfrank. Infine arrestato con l'accusa di truffa, verrà salvato in extremis dal signor Tagomi, rifiutatosi di farlo estradare dal Reich.

- Juliana Frink: ex moglie di Frank, di cui mantiene tuttora il cognome, viene descritta come una sensuale ed affascinante donna dai lunghi capelli scuri. Residente negli Stati delle Montagne Rocciose, insegna judo in una piccola palestra del Colorado. Conoscerà in una tavola calda il camionista italiano Joe Cinnadella con cui inizierà un'ambigua relazione sessuale che la coinvolgerà, suo malgrado, in una segreta missione nazista: l'assassinio di Hawthorne Abendsen.

- Robert Childan: proprietario della Manufatti Artistici Americani, è un mercante di "antiche testimonianze storiche sull'America pre-bellica" che in realtà, a sua insaputa, sono soltanto dei falsi realizzati ad arte. Childan cercherà principalmente di entrare nelle grazie dei Kasoura, una rispettabile coppia giapponese, sebbene sia affascinato dalle teorie naziste.

- Baynes: si presenta come un influente imprenditore svedese, impegnato in un'importante trattativa d'affari con la Missione commerciale Nipponica. In realtà la sua vera identità è quella di Rudolf Wegener, un agente del controspionaggio navale del Reich (Abwehr) in possesso di informazioni top secret da riferire al Governo delle Isole Patrie su un'operazione militare denominata Dente di Leone, che ha come obiettivo l'acquisizione dei territori giapponesi da parte della Germania nazista.

- Joe Cinnadella: inizialmente si presenta come immigrato italiano originario di Milano e reduce della campagna in Africa di Erwin Rommel, ma in realtà è un killer svizzero del Reich a cui è stato assegnato l'assassinio di Hawthorne Abendsen, autore de La cavalletta non si alzerà più. Verrà ucciso da Juliana con una lametta da barba, dopo che la donna avrà scoperto la sua vera identità.

## La cavalletta non si alzerà più
L'opera fittizia La cavalletta non si alzerà più (in originale The Grasshopper Lies Heavy), il cui titolo è un riferimento al versetto della Bibbia "la locusta si trascinerà a stento" (Ecclesiaste, 12:5), rappresenta un "libro nel libro" (o pseudobiblion) all'interno de La svastica nel sole, di cui l'uno è l'esatto opposto dell'altro. Poiché narra della vittoria degli Alleati nella seconda guerra mondiale, nella realtà distopica del romanzo di Dick la sua lettura è tassativamente proibita in tutto il Reich tedesco, mentre negli Stati Americani del Pacifico è diffusamente letto e nei paesi neutrali la sua pubblicazione è legale.
Sebbene racconti della sconfitta militare dell'Asse, La cavalletta non si alzerà più si discosta in molti aspetti dagli avvenimenti accaduti prima, durante e dopo la vera seconda guerra mondiale. Nell'opera di Abendsen, infatti, si ipotizza che Franklin Roosevelt, sopravvissuto al tentato assassinio e riconfermato alla presidenza nel 1936, non venga rieletto nel 1940 per via del limite dei due mandati. Il suo successore, Rexford Tugwell, ritira la Flotta del Pacifico degli Stati Uniti da Pearl Harbor, che quindi non viene distrutta dai giapponesi. Il Regno Unito conserva gran parte della sua forza militare ed industriale, contribuendo in maggior misura tra le forze degli Alleati e sconfiggendo l'esercito di Rommel nel Nord Africa; le truppe britanniche si uniscono a quelle sovietiche, sconfiggendo i nazisti nella Battaglia di Stalingrado; l'Italia rinnega l'appartenenza all'Asse e passa dalla parte degli Alleati; i carri armati britannici e l'Armata Rossa conquistano Berlino; al termine della guerra, i gerarchi nazisti, tra cui Hitler, vengono processati per i loro crimini di guerra, e le ultime parole pronunciate dal Führer sono state Deutsche, hier steh' ich ("Tedeschi, eccomi qui"), citando Martin Lutero.
In seguito Tugwell diffonde il New Deal su scala mondiale. Grazie al supporto statunitense, la Cina, governata da Chiang Kai-shek, vive un periodo di forte ricostruzione, mentre nelle nazioni sottosviluppate dell'Africa e dell'Asia vengono spediti dei kit televisivi, attraverso i quali i popoli di quelle terre imparano a leggere ed apprendono nozioni pratiche su come costruire pozzi e purificare le acque; in cambio, tutti questi luoghi diventano mercati di riferimento per le aziende americane. Anche nell'Impero britannico si registrano notevoli progressi tra la popolazione in India, Birmania, Africa e Medio Oriente. In Europa regna la pace e l'armonia non solo al suo interno, ma anche con il resto del mondo. L'Unione Sovietica, seppur vincitrice in guerra, soccombe a causa della sua struttura sociale ed economica. 
Circa dieci anni dopo la fine della guerra, l'Impero britannico, ancora guidato da Winston Churchill, diventa sempre più razzista ed espansionista, creando delle "riserve di detenzione" (ovvero dei campi di concentramento) per gli oppositori politici e ritenendo gli Stati Uniti una minaccia per il suo dominio in Asia; al contrario, gli Stati Uniti hanno posto fine alle discriminazioni razziali, cosicché bianchi e neri convivono e lavorano insieme pacificamente. Tutto questo provoca profonde tensioni tra le due nazioni, che sfoceranno in una guerra fredda per stabilire l'egemonia globale. Sebbene non venga mai descritta la conclusione de La cavalletta non si alzerà più, uno dei personaggi de La svastica sul sole dichiara che alla fine i britannici sconfiggono gli statunitensi, diventando così l'unica superpotenza mondiale.

## Fonti di ispirazione
Dick ha raccontato che l'idea alla base de La svastica sul sole è scaturita dalla lettura di Anniversario fatale (Bring the Jubilee, 1953) di Ward Moore, in cui viene narrata una storia alternativa dove gli Stati Confederati d'America hanno vinto la Guerra civile americana. L'idea di un mondo alternativo in cui l'asse germano-giapponese avesse vinto la guerra e l'America fosse divisa tra questi due imperi era già stata espressa nel racconto di Cyril Kornbluth "Two dooms" pubblicato nel 1958.
Nei ringraziamenti all'interno della prefazione, Dick ha indicato molte delle fonti utilizzate per la scrittura del romanzo: Storia del Terzo Reich (The Rise and Fall of the Third Reich, 1960) di William Shirer, Hitler: A Study in Tyranny (1962) di Alan Bullock, la traduzione dei Diari di Joseph Goebbels (1948) di Louis P. Lochner, Foxes of the Desert (1960) di Paul Carell, la traduzione dell'I Ching (1950) di Richard Wilhelm, il volume primo di Anthology of Japanese Literature (1955), compilato da Donald Keene (da cui è tratto l'haiku citato nel capitolo 3), Zen and Japanese Culture (1955) di Daisetsu Teitarō Suzuki (da cui è tratta la poesia waka citata nel capitolo 9) e la traduzione del Libro tibetano dei morti (1960) di Walter Evans-Wentz.

## Seguito incompiuto
In un'intervista del 1976, Dick dichiarò che stava programmando la scrittura di un seguito de La svastica sul sole; alla fine, però, dopo vari tentativi, tale progetto non venne mai portato a termine, poiché l'autore non tollerava più le letture dei racconti sui nazisti. Due capitoli del potenziale seguito del romanzo vennero comunque successivamente pubblicati nel libro The Shifting Realities of Philip K. Dick (1995).

## Edizioni italiane
- La svastica sul sole, traduzione di Romolo Minelli, Collana Science Fiction Book Club n° 15, Casa Editrice La Tribuna, 1965,  p. 324.
- La svastica sul sole, traduzione di Roberta Rambelli, Collana Cosmo Oro n° 29, Editrice Nord, 1977,  p. 265.
- La svastica sul sole, traduzione di Riccardo Valla e Luca Signorelli, Collana Narrativa Nord n° 29, Editrice Nord, 1993,  p. 262, ISBN 978-88-429-0297-3.
- La svastica sul sole, traduzione di Maurizio Nati, collana Economica tascabile n° 59, Fanucci Editore, 1997,  p. 416, ISBN 88-347-0562-9. - Collana Economica tascabile n.59, Fanucci, 1997; Collana Il libro d'oro, Fanucci, 1999; Collana Collezione n.5, Fanucci, 2001, ISBN 88-347-0813-X; Collana Immaginario Dick, Fanucci, 2001-2019, ISBN 88-347-1087-8; Collezione ventesima, Fanucci, 2010; a cura di Carlo Pagetti, Collana Tif Extra n.31, Fanucci, 2011-2014; Collana Numeri uno, Fanucci, 2015; Collana One Collana Narrativa tascabile, Fanucci, 2017.
- L'uomo nell'alto castello, traduzione di Marinella Magrì[6], a cura di Emanuele Trevi, Collana Oscar Moderni. Cult n.85, Milano, Mondadori, 2022,  p. 300, ISBN 978-88-047-3146-7.

## Adattamenti
Dal libro è stata tratta una serie televisiva, intitolata L'uomo nell'alto castello, prodotta da Amazon Studios e pubblicata su Amazon Prime Video.